# Luce Pietri
Pour les articles homonymes, voir Pietri.
Luce Pietri, née Gascoin le 13 mai 1931 à Marseille et morte le 15 février 2024 à Paris,, est une historienne et universitaire française spécialiste de l'Antiquité tardive.

## Biographie
Fille de proviseur, elle est scolarisée au gré des affectations de son père et fréquente notamment le collège Janson-de-Sailly, alors réservé aux garçons. Cette scolarité hors du commun la pousse à s'imposer dans un milieu masculin afin d'y être légitime. Elle intègre l'hypokhâgne puis la khâgne du lycée Thiers à Marseille, où elle rencontre Charles Pietri, qu'elle épouse en 1955,.
Ayant suivi les cours et les séminaires d'Henri-Irénée Marrou, elle a entrepris sous sa direction, puis poursuivi des recherches dans les domaines qu'il a illustrés par son enseignement et ses ouvrages : l'histoire de l'Église et l'étude des sources anciennes qui la font connaître, l'épigraphie chrétienne et enfin la prosopographie chrétienne dont il a été l'initiateur.
Ancienne élève de l'École normale supérieure de jeunes filles (promotion 1952) et membre de plusieurs sociétés savantes, elle soutient son mémoire de maîtrise à la Sorbonne, La théologie de l'histoire de Paul Orose, en 1955,. Assistante à l'université de Lille en 1965, elle devient maître assistant à la Sorbonne en 1973. Sa thèse sur La Ville de Tours du IVe au VIe siècle : naissance d'une cité chrétienne, soutenue à la Sorbonne en 1980, est couronnée par l'Académie des inscriptions et belles-lettres,.
Le Monde souligne que « la carrière comme l'œuvre de Luce Pietri se sont développées à l'ombre de celle de son mari », mais relève qu'elle est une « professeure exigeante » et une directrice de recherche efficace. Détachée au CNRS en 1989, elle est nommée directrice de recherche en 1991 avant de devenir professeure d'histoire du christianisme à l'université Paris IV-Sorbonne de 1992 à 2000. Elle y est professeure émérite depuis 2000,.

## Publications
Elle est également l'auteure de plusieurs travaux fondamentaux pour la connaissance historique du christianisme antique, dont :
- La topographie chrétienne des cités de la Gaule des origines à la fin du VIIe siècle, Paris, Publications du Centre de Recherches sur l'Antiquité tardive et le Haut Moyen-âge, 1975.
- La ville de Tours du IVe au VIe siècle. Naissance d'une cité chrétienne, Rome, Publications de l'École Française de Rome, 1983[8].
- Le monde et son histoire, 2 vols [sous la dir. de], Paris, Robert Laffont, 1984-1985.
- Histoire du christianisme des origines à nos jours, 14 vols [sous la dir. de], Paris, Desclée, 1991-2001.
- Prosopographie chrétienne du Bas-Empire : Prosopographie de l'Italie chrétienne (313-604) [sous la dir. de], Rome, Publications de l'École Française de Rome, 2000.
- Prosopographie chrétienne du Bas-Empire : La Gaule chrétienne (314-614) [sous la dir. de], Paris, ACHCByz, 2013.
- Grégoire de Tours. La Gloire des martyrs [texte établi, traduit et commenté], Paris, Les Belles Lettres, 2016.
- Grégoire de Tours. La Vie des Pères [texte établi, traduit et commenté], Paris, Les Belles Lettres, 2016.

## Distinctions
- Commandeur de l'ordre des Palmes académiques.